# Joan McCord
Joan McCord (ur. 4 sierpnia 1930 – zm. 24 lutego 2004 w Narberth w Pensylwanii) – amerykańska badaczka kryminologii.
Zajmowała się głównie analizą skuteczności środków stosowanych wobec małoletnich przestępców. Jej wnioski podważały pozytywną wartość większości programów interwencyjnych, takich jak kluby i obozy młodzieżowe.
Autorka wielu prac i książek, m.in. Juvenile Crime, Juvenile Justice i Coercion and Punishment in Long-Term Perspectives.
Była prezydentem Amerykańskiego Towarzystwa Kryminologicznego.